# Puchar Ukrainy w piłce nożnej plażowej
Puchar Ukrainy w piłce nożnej plażowej (ukr. Кубок України з пляжного футболу) – rozgrywki piłkarskie o charakterze pucharu krajowego na Ukrainie organizowane przez Asocjację Piłki Nożnej Plażowej Ukrainy. Rozgrywane są od roku 2008.

## Początki
W 2008 roku w Illicziwśku rozegrano pierwszy i jak dotychczas jedyny finał Pucharu Ukrainy. W meczu finałowym Hłorija Odessa pokonała BRR Kijów z wynikiem 3:2.

## Finały Pucharu Ukrainy
| Sezon | Zdobywca       | Wynik | Finalista |
| ----- | -------------- | ----- | --------- |
|       |                |       |           |
| 2008  | Hłorija Odessa | 3 - 2 | BRR Kijów |

## Statystyki
| Lp. | Klub           | Zdobywca | Finalista | Lata triumfów |
| --- | -------------- | -------- | --------- | ------------- |
| 1.  | Hłorija Odessa | 1        | 0         | 2008          |
| 2.  | BRR Kijów      | 0        | 1         |               |